# Джуба (стадіон)
Футбо́льний стадіо́н Джу́ба — багатофункціональний стадіон у столиці Південного Судану місті Джуба. Стадіон орендуєтся Футбольною асоціацією Південного Судану для ігор національної футбольної збірної. Стадіон був збудований у 1962 році. У 2011 році була проведена реконструкція стадіону..
У 2009 році стадіон приймав Чемпіонат КЕСАФА серед молоді (U-17).